# Nico

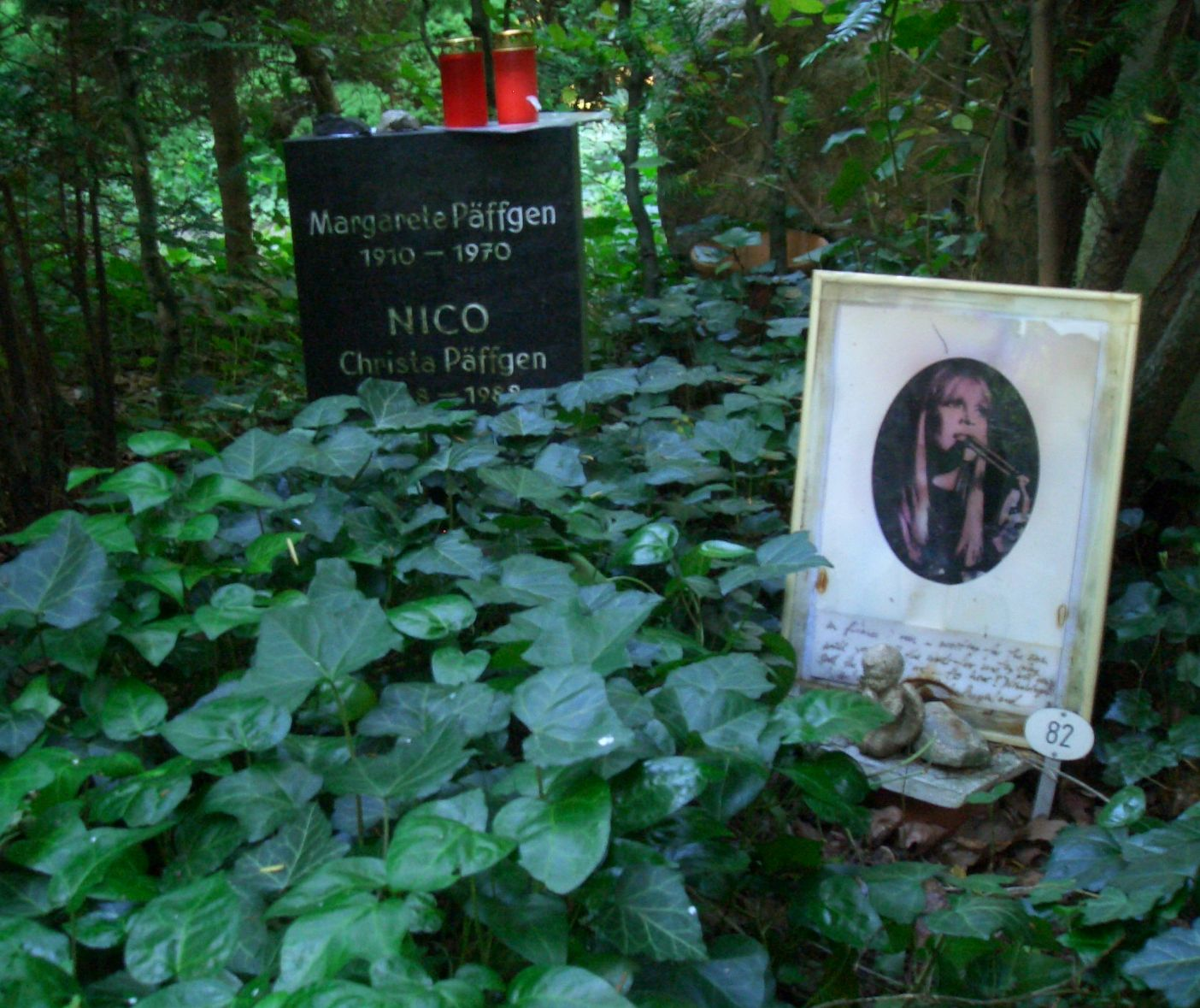
Nico在柏林的墓地

妮可（英語：Nico，原名克里斯塔·帕夫根，1938年10月16日—1988年7月18日）是一位德國歌手與流行音樂歌曲作者，也是一位時裝模特兒與演員，是曾與地下絲絨樂團合作的歌手之一。
1988年7月18日，在与儿子阿里于地中海上的伊维萨岛度假期间，妮可骑自行车时突然心脏病发作，摔倒导致她头部受伤。一位路过的出租车司机发现她不省人事，艰难地将她送到当地医院。她被误诊为热暴露，当晚8点便去世。X光检查后发现严重的颅内出血才是导致她死亡的原因。

## 外部連結
- Nico在MusicBrainz上的頁面（英文）
- Nico在互联网电影资料库（IMDb）上的資料（英文）
- Habits of Waste, Pt. 1 Evaluation of Nico's early work
- Visit her burial place（页面存档备份，存于） in Berlin, Grunewald Forest Cemetery, Grave 81
- Nico, the Voice of Disaffected Youth（页面存档备份，存于） - Audio story from National Public Radio
- Nico（页面存档备份，存于） (BBC Radio 4 Woman's Hour audio item)
- （页面存档备份，存于） Bats for Lashes